# Euproctis baliolalis
Euproctis baliolalis är en fjärilsart som beskrevs av Swinhoe 1892. Euproctis baliolalis ingår i släktet Euproctis och familjen tofsspinnare. Inga underarter finns listade i Catalogue of Life.

## Bildgalleri

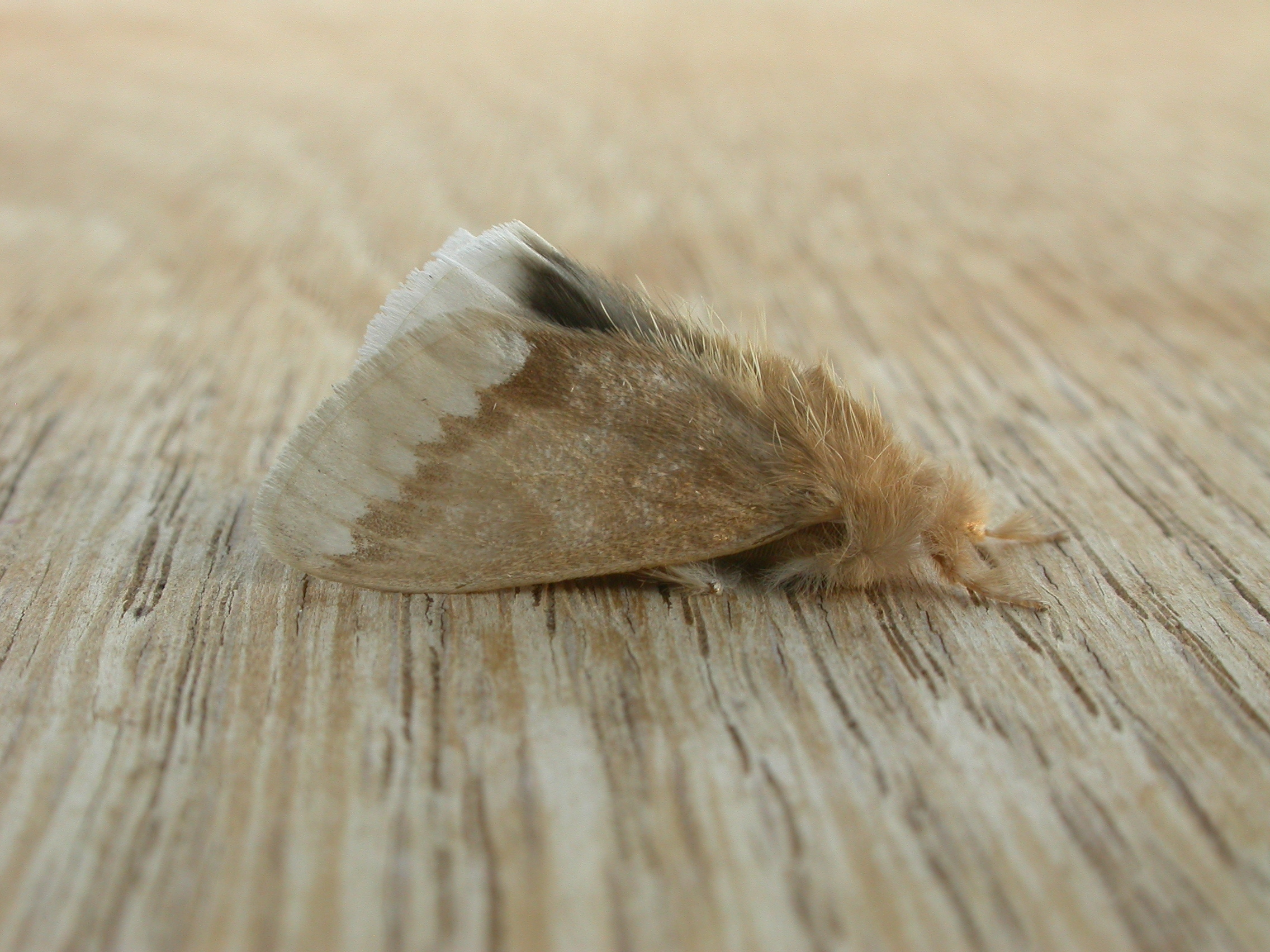
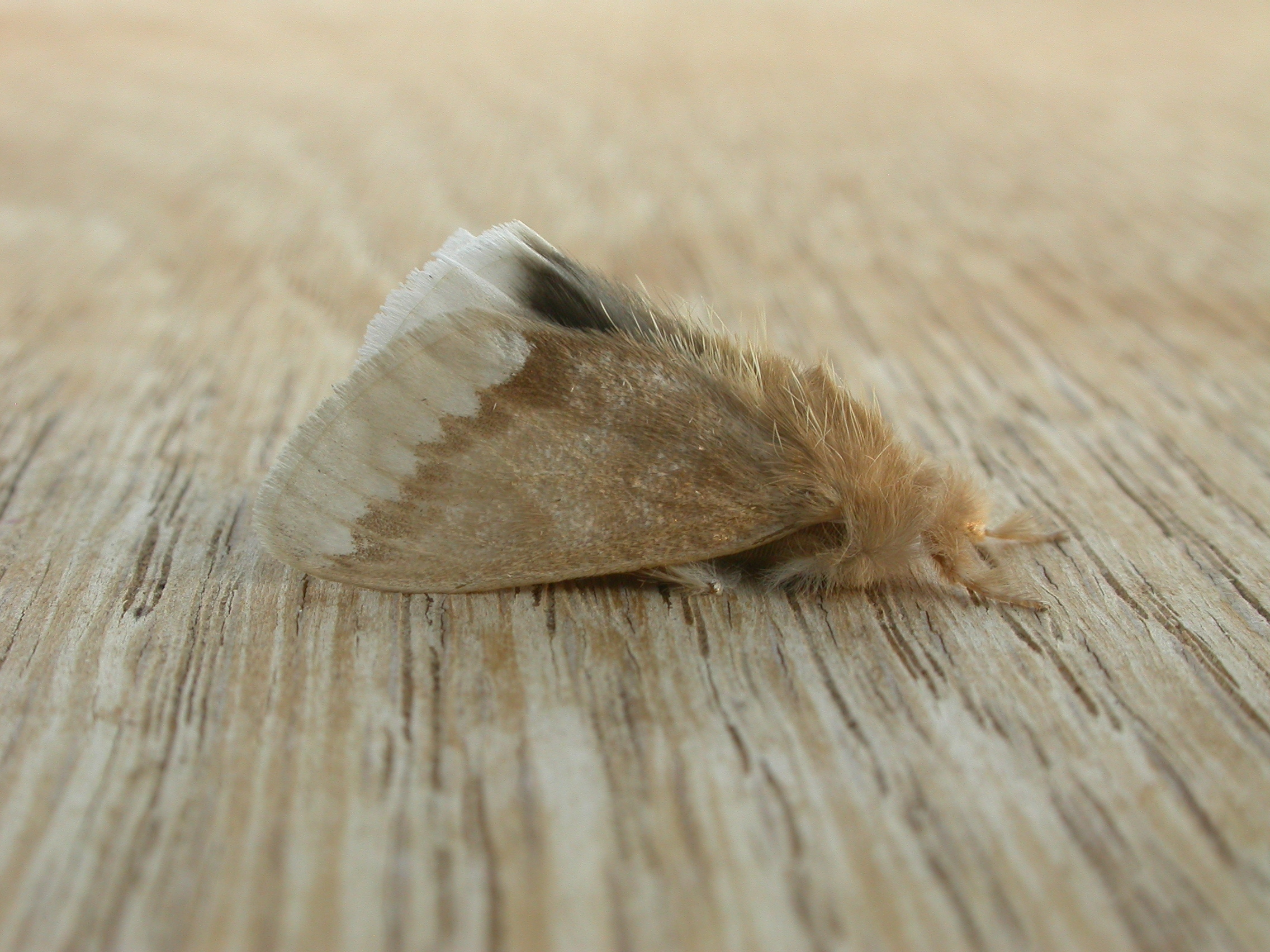